# Kalidandan
Kalidandan is een bestuurslaag in het regentschap Probolinggo van de provincie Oost-Java, Indonesië. Kalidandan telt 927 inwoners (volkstelling 2010).